# فهرست قنات‌های شهرستان آباده
جدول زیر بر اساس آمار وزارت جهاد کشاورزی تهیه شده‌است. فهرست زیر قنات‌های شهرستان آباده در استان فارس را نشان می‌دهد.
| نام قنات          | موقعیت                  | نزدیک‌ترین روستا | طول قنات (متر) | تعداد میله چاه | عمق مادر چاه | دبی (لیتر بر ثانیه) | سطح زیر کشت (هکتار) |
| ----------------- | ----------------------- | --------------- | -------------- | -------------- | ------------ | ------------------- | ------------------- |
| ارجنو             | بخش مرکزی شهرستان آباده | ارجنو           | ۱۵۰            | ۱۰             | ۴            | ۳۰                  | ۱۲۰                 |
| اسدآباد           | بخش مرکزی شهرستان آباده | اسدآباد         | ۳۵۰۰           | ۵۰             | ۳۵           | ۰                   | ۲۰۰                 |
| اله‌آباد           | بخش مرکزی شهرستان آباده | اله‌آباد         | ۲۰۰۰           | ۵۰             | ۲۵           | ۳۰                  | ۲۰۰                 |
| امیرآباد          | بخش مرکزی شهرستان آباده | امیرآباد        | ۴۰۰۰           | ۸۰             | ۴۰           | ۴۰                  | ۴۰۰                 |
| انارک علیا        | بخش مرکزی شهرستان آباده | قشلاق           | ۱۵۰۰           | ۶۰             | ۳۵           | ۲۰                  | ۱۵۰                 |
| باریک‌آباد         | بخش مرکزی شهرستان آباده | بهمن            | ۲۰۰۰           | ۶۰             | ۲۰           | ۱۴                  | ۲۰۰                 |
| باقرآباد          | بخش مرکزی شهرستان آباده | باقرآباد        | ۲۰۰۰           | ۴۰             | ۱۲           | ۳۰                  | ۱۵۰                 |
| باقرآباد کت خیا   | بخش مرکزی شهرستان آباده | باقرآباد کت خیا | ۴۵۰            | ۵۰             | ۲۰           | ۱۵                  | ۹۵                  |
| بزرگ              | بخش مرکزی شهرستان آباده | قشلاق           | ۲۰۰            | ۵۰             | ۴۰           | ۳۰                  | ۲۰۰                 |
| بیدبیده           | بخش مرکزی شهرستان آباده | بیدبید          | ۵۰۰            | ۷۰             | ۳۰           | ۴۵                  | ۴۰۰                 |
| بیدلنگ            | بخش مرکزی شهرستان آباده | بیدلنگ          | ۱۵۰۰           | ۱۵             | ۱۶           | ۴۰                  | ۴۵                  |
| بیدمالی           | بخش مرکزی شهرستان آباده | سیمکان          | ۴۰۰            | ۱۷             | ۱۳           | ۲۵                  | ۶۰                  |
| بیدک              | بخش مرکزی شهرستان آباده | بیدک            | ۴۰۰۰           | ۸۰             | ۳۰           | ۳۵                  | ۵۰۰                 |
| تپه تپه           | بخش مرکزی شهرستان آباده | دهبید           | ۱۰۰۰           | ۶۰             | ۱۵           | ۱۲                  | ۲۵                  |
| تیردومصطفی بگ     | بخش مرکزی شهرستان آباده | سیمکان          | ۳۶۰            | ۲۰             | ۷            | ۲۵                  | ۶۰                  |
| جفلا              | بخش مرکزی شهرستان آباده | دهبید           | ۱۰۰۰           | ۵۰             | ۳۰           | ۱۸                  | ۱۳۰                 |
| جلگه زاوه         | بخش مرکزی شهرستان آباده | جلگه زاوه       | ۲۰۰۰           | ۳۰             | ۴۰           | ۶۰                  | ۱۲۰                 |
| جمشیدآباد         | بخش مرکزی شهرستان آباده | جمشیدآباد       | ۴              | ۴۵             | ۲۰           | ۲۰                  | ۱۵۰                 |
| جنت‌آباد چشم پهنی  | بخش مرکزی شهرستان آباده | جنت‌آباد         | ۱۵۰            | ۱۴             | ۱۶           | ۲۰                  | ۱۰۰                 |
| جوشکان            | بخش مرکزی شهرستان آباده | جوشکان          | ۴۰۰۰           | ۸۰             | ۳۵           | ۰                   | ۳۵۰                 |
| جوی تشنه سفلی     | بخش مرکزی شهرستان آباده | سیمکان          | ۵۰۰            | ۲۲             | ۲۱           | ۶۰                  | ۳۰۰                 |
| جوی حسینی         | بخش مرکزی شهرستان آباده | سیمکان          | ۵۰۰            | ۱۰             | ۵            | ۲۵                  | ۸۰                  |
| حاج مدسبزبیژن     | بخش مرکزی شهرستان آباده | بهمن            | ۳۴۰۰           | ۱۶             | ۲۰           | ۵                   | ۱۲                  |
| حاجی نجف          | بخش مرکزی شهرستان آباده | قشلاق           | ۲۰۰۰           | ۱۰۰            | ۲۰           | ۴۰                  | ۹۰                  |
| حاجی کمالی        | بخش مرکزی شهرستان آباده | خرمی            | ۱۰۰۰           | ۲۳             | ۱۵           | ۳۵                  | ۱۲۰                 |
| حاجی‌آباد          | بخش مرکزی شهرستان آباده | دهبید           | ۱۱۰۰           | ۳۸             | ۲۰           | ۲۰                  | ۱۲۰                 |
| حسن‌آباد           | بخش مرکزی شهرستان آباده | قشلاق           | ۱۵۰۰           | ۸۰             | ۲۷           | ۴۰                  | ۹۰                  |
| حسن‌آباد شولائی    | بخش مرکزی شهرستان آباده | شولائی          | ۵۰۰            | ۴۰             | ۲۴           | ۴۵                  | ۲۰۰                 |
| حسین‌آباد          | بخش مرکزی شهرستان آباده | دهبید           | ۱۰۰۰           | ۵۰             | ۳۶           | ۲۵                  | ۱۲۰                 |
| حسین‌آباد          | بخش مرکزی شهرستان آباده | حسین‌آباد        | ۱۲۰۰           | ۳۵             | ۱۵           | ۱۵                  | ۳۰                  |
| حسین‌آباد فیض‌آباد  | بخش مرکزی شهرستان آباده | فیض‌آباد         | ۱۶۰۰           | ۳۰             | ۱۲           | ۳۰                  | ۲۰۰                 |
| خان خوره          | بخش مرکزی شهرستان آباده | خان خوره        | ۱۰۰۰           | ۴۰             | ۱۵           | ۱۲                  | ۱۵۰                 |
| خدری              | بخش مرکزی شهرستان آباده | خدری قشلاق      | ۲۰۰۰           | ۵۰             | ۴۰           | ۳۰                  | ۶۰                  |
| خروان             | بخش مرکزی شهرستان آباده | دهبید           | ۱۵۰۰           | ۴۵             | ۲۰           | ۲۵                  | ۱۵۰                 |
| خسروانی           | بخش مرکزی شهرستان آباده | قشلاق           | ۳۰۰۰           | ۲۰۰            | ۵۰           | ۴۵                  | ۴۰۰                 |
| خشمینه            | بخش مرکزی شهرستان آباده | خشمینه          | ۲۵۰۰           | ۴۰             | ۲۵           | ۸۰                  | ۴۵۰                 |
| خیرات             | بخش مرکزی شهرستان آباده | خیرات           | ۲۰۰۰           | ۴۰             | ۳۰           | ۲۰                  | ۱۵۰                 |
| خیمه زار          | بخش مرکزی شهرستان آباده | خرمی            | ۱۷۰۰           | ۳۰             | ۲۵           | ۳۰                  | ۸۰                  |
| داریوش            | بخش مرکزی شهرستان آباده | قشلاق           | ۵۰۰۰           | ۵۰             | ۱۹           | ۱۸                  | ۱۵۰                 |
| دشت بیضاء         | بخش مرکزی شهرستان آباده | باقرآباد        | ۰              | ۴۵             | ۱۵           | ۶۰                  | ۴۰۰                 |
| دشت هل            | بخش مرکزی شهرستان آباده | دشت هل          | ۸۰۰            | ۹۵             | ۱۲           | ۲۰                  | ۱۵۰                 |
| ده بالا           | بخش مرکزی شهرستان آباده | ده بالا         | ۲۰۰۰           | ۴۰             | ۲۰           | ۴۰                  | ۴۰۰                 |
| دهدق              | بخش مرکزی شهرستان آباده | دهدق            | ۶۰۰۰           | ۱۲۰            | ۳۵           | ۴۵                  | ۵۰۰                 |
| راسته             | بخش مرکزی شهرستان آباده | سیمکان          | ۳۵۰            | ۱۵             | ۱۲           | ۳۰                  | ۱۳۰                 |
| زرین سفلی         | بخش مرکزی شهرستان آباده | سیمکان          | ۵۰             | ۵              | ۷            | ۲۰                  | ۱۸۰                 |
| زرین علیا         | بخش مرکزی شهرستان آباده | سیمکان          | ۱۰۰۰           | ۳۰             | ۴۰           | ۴۵                  | ۱۲۰                 |
| ساری خان          | بخش مرکزی شهرستان آباده | دهبید           | ۳۰۰۰           | ۴۵             | ۱۵           | ۲۵                  | ۹۰                  |
| سرجر              | بخش مرکزی شهرستان آباده | سرجر            | ۱۵             | ۱۲             | ۱۶           | ۴۰                  | ۱۰۰                 |
| سره بیژن گلینک    | بخش مرکزی شهرستان آباده | بهمن            | ۳۰۰            | ۱۵             | ۲۲           | ۱۵                  | ۴۰                  |
| سلیک              | بخش مرکزی شهرستان آباده | قشلاق انارک     | ۳۰۰۰           | ۱۰۰            | ۳۰           | ۳۰                  | ۱۸۰                 |
| سنگ آسیاب         | بخش مرکزی شهرستان آباده | سرجر            | ۱۰۰            | ۱۲             | ۱۷           | ۳۰                  | ۱۵۰                 |
| سنگ نو            | بخش مرکزی شهرستان آباده | خرمی            | ۲۰۰۰           | ۴۰             | ۱۵           | ۲۰                  | ۱۲۰                 |
| سنگی              | بخش مرکزی شهرستان آباده | سیمکان          | ۳۰۰            | ۱۷             | ۱۵           | ۴۵                  | ۸۰                  |
| سیدآباد           | بخش مرکزی شهرستان آباده | سیمکان          | ۳۵۰            | ۱۷             | ۷            | ۳۵                  | ۶۰                  |
| سیدان             | بخش مرکزی شهرستان آباده | سیدان           | ۲۸۰۰           | ۵۵             | ۴۵           | ۵۰                  | ۲۰۰                 |
| شاه بابا          | بخش مرکزی شهرستان آباده | قشلاق           | ۵              | ۲۵             | ۲۰           | ۳۰                  | ۱۴۰                 |
| شوراب             | بخش مرکزی شهرستان آباده | شوراب           | ۲۵۰۰           | ۷۵             | ۶۵           | ۲۰                  | ۱۱۲                 |
| شورجتان           | بخش مرکزی شهرستان آباده | شورجتان         | ۳۰۰۰           | ۶۰             | ۲۵           | ۲۴                  | ۲۵۰                 |
| شورجه             | بخش مرکزی شهرستان آباده | شورجه قشلاق     | ۳۰۰            | ۱۵             | ۸            | ۲۰                  | ۹۰                  |
| شیرازک            | بخش مرکزی شهرستان آباده | ایزدخواست       | ۱۵۰            | ۳۰             | ۱۲           | ۸                   | ۱۲                  |
| شیرین چشم سفلی    | بخش مرکزی شهرستان آباده | ایزدخواست       | ۱۲۰۰           | ۲۵             | ۲۰           | ۴                   | ۴۵                  |
| شیرین چشم علیا    | بخش مرکزی شهرستان آباده | ایزدخواست       | ۱۰۰۰           | ۵۰             | ۱۵           | ۱۰                  | ۴۰                  |
| عباس‌آباد          | بخش مرکزی شهرستان آباده | بهمن            | ۴۷۰۰           | ۳۰             | ۲۰           | ۴۸                  | ۴۰۰                 |
| عباس‌آباد          | بخش مرکزی شهرستان آباده | فیض‌آباد         | ۱۶۰۰           | ۴۰             | ۱۲           | ۳۵                  | ۲۵۰                 |
| علیا              | بخش مرکزی شهرستان آباده | خرمی            | ۱۲۰۰           | ۲۵             | ۲۰           | ۱۸                  | ۸۰                  |
| علی‌آباد           | بخش مرکزی شهرستان آباده | دهبید           | ۲۰۰۰           | ۶۰             | ۳۰           | ۲۵                  | ۱۰۰                 |
| علی‌آباد           | بخش مرکزی شهرستان آباده | خرمی            | ۳۰۰۰           | ۶۰             | ۳۵           | ۲۵                  | ۱۱۰                 |
| علی‌آباد           | بخش مرکزی شهرستان آباده | قشلاق           | ۱۰۰۰           | ۳۰             | ۱۲           | ۴۰                  | ۲۰۰                 |
| علی‌آباد           | بخش مرکزی شهرستان آباده | علی‌آباد         | ۲۷۰۰           | ۵۰             | ۷۰           | ۵۰                  | ۳۵۰                 |
| علی‌آباد کلاته     | بخش مرکزی شهرستان آباده | دهبید           | ۱۰۰۰           | ۱۰۰            | ۱۰           | ۱۲                  | ۱۰۰                 |
| عنایت‌آباد         | بخش مرکزی شهرستان آباده | عنایت‌آباد       | ۳۰۰۰           | ۶۰             | ۳۵           | ۴۰                  | ۴۰۰                 |
| فرخاش             | بخش مرکزی شهرستان آباده | فرخاش           | ۲۰۰            | ۳۰             | ۱۵           | ۶۰                  | ۳۵۰                 |
| فیروزی            | بخش مرکزی شهرستان آباده | علی‌آباد         | ۳۰۰۰           | ۶۰             | ۶۵           | ۳۰                  | ۳۵۰                 |
| فیض‌آباد عباس‌آباد  | بخش مرکزی شهرستان آباده | فیض‌آباد         | ۱۵۰۰           | ۳۰             | ۱۵           | ۳۵                  | ۱۵۰                 |
| قارونک سفلی       | بخش مرکزی شهرستان آباده | ایزدخواست       | ۱۵۰            | ۳۰             | ۲۸           | ۴۰                  | ۴۵                  |
| قاسم‌آباد          | بخش مرکزی شهرستان آباده | خرمی            | ۲۷۰            | ۱۶             | ۷            | ۳۰                  | ۹۰                  |
| قاطراقاچی         | بخش مرکزی شهرستان آباده | ایزدخواست       | ۴۰۰            | ۴۰             | ۹            | ۱۵                  | ۱۲                  |
| قشلاق             | بخش مرکزی شهرستان آباده | قشلاق           | ۱۲۰۰           | ۶۰             | ۴۰           | ۴۵                  | ۳۰۰                 |
| قصرحوریان         | بخش مرکزی شهرستان آباده | ایزدخواست       | ۹۵۰            | ۲۰             | ۱۴           | ۴۰                  | ۵۰                  |
| قلات              | بخش مرکزی شهرستان آباده | سیمکان          | ۷۰             | ۶۰             | ۱۲           | ۵۰                  | ۱۰۰                 |
| قنات جعفر         | بخش مرکزی شهرستان آباده | سیمکان          | ۱۵۰            | ۱۵             | ۲۵           | ۴۰                  | ۲۰۰                 |
| قنات راسته        | بخش مرکزی شهرستان آباده | سیمکان          | ۳۵۰            | ۱۵             | ۱۹           | ۲۰                  | ۱۰۰                 |
| قنات سفید         | بخش مرکزی شهرستان آباده | دهبید           | ۱۳۰۰           | ۴۵             | ۶۰           | ۱۸                  | ۱۶۰                 |
| قنات سفید         | بخش مرکزی شهرستان آباده | سیمکان          | ۴۰۰            | ۱۵             | ۱۲           | ۴۰                  | ۲۰۰                 |
| قنات سنگی         | بخش مرکزی شهرستان آباده | ایزدخواست       | ۱۵۰۰           | ۳۵             | ۴۰           | ۱۶                  | ۳۰                  |
| قنات سیرو         | بخش مرکزی شهرستان آباده | سیمکان          | ۵۰۰            | ۱۵             | ۱۵           | ۲۵                  | ۱۲۰                 |
| قنات عبداله‌آباد   | بخش مرکزی شهرستان آباده | سیمکان          | ۲۵۰۰           | ۱۰             | ۱۰           | ۲۵                  | ۵۰                  |
| قنات نو           | بخش مرکزی شهرستان آباده | ایزدخواست       | ۸۵۰            | ۷۵             | ۱۲           | ۳۲                  | ۱۵                  |
| قنات پسته أی سفلی | بخش مرکزی شهرستان آباده | ایزدخواست       | ۲۰۰۰           | ۴۰             | ۱۵           | ۷                   | ۳۰                  |
| قنات پسته أی علیا | بخش مرکزی شهرستان آباده | ایزدخواست       | ۲۰۰۰           | ۴۰             | ۱۶           | ۵                   | ۳۰                  |
| قوزی‌آباد          | بخش مرکزی شهرستان آباده | قوزی‌آباد        | ۲۳۰۰           | ۴۰             | ۳۵           | ۳۰                  | ۱۵۰                 |
| قولوبیربیژن       | بخش مرکزی شهرستان آباده | ایزدخواست       | ۲۰۰۰           | ۲۰             | ۶            | ۲۰                  | ۱۵                  |
| لایسیک            | بخش مرکزی شهرستان آباده | لایسیک          | ۳۵۰            | ۱۵             | ۳۰           | ۲۰                  | ۸۰                  |
| ماهیدان اران      | بخش مرکزی شهرستان آباده | ایزدخواست       | ۲۰۰۰           | ۶۰             | ۴۰           | ۱۲                  | ۴۵                  |
| مبارکه            | بخش مرکزی شهرستان آباده | مبارکه          | ۳۰۰            | ۵۰             | ۴۰           | ۱۸                  | ۲۰۰                 |
| محمدآباد          | بخش مرکزی شهرستان آباده | ایزدخواست       | ۱۵۰۰           | ۲۰             | ۲۲           | ۲۰                  | ۲۵                  |
| محمدآباد          | بخش مرکزی شهرستان آباده | دینچه خیر       | ۲۰۰۰           | ۸۵             | ۱۵           | ۲۰                  | ۱۵۰                 |
| محمدآباد          | بخش مرکزی شهرستان آباده | محمدآباد        | ۱۰             | ۳۰             | ۲۰           | ۱۲                  | ۱۵۰                 |
| محمودآباد         | بخش مرکزی شهرستان آباده | ایزدخواست       | ۲۰۰۰           | ۴۰             | ۳۵           | ۱۵                  | ۵۵                  |
| مرادآباد          | بخش مرکزی شهرستان آباده | بهمن            | ۱۰۰۰           | ۲۰             | ۳۲           | ۶                   | ۲۰۰                 |
| مزرعه سفید        | بخش مرکزی شهرستان آباده | خرمی            | ۸۰۰            | ۴۰             | ۸            | ۲۰                  | ۷۰                  |
| منصورآباد         | بخش مرکزی شهرستان آباده | دهبید           | ۳۰۰۰           | ۷۵             | ۱۵           | ۲۰                  | ۳۵                  |
| منصورآباد علیا    | بخش مرکزی شهرستان آباده | دهبید           | ۲۰۰۰           | ۴۵             | ۱۵           | ۲۵                  | ۱۸۰                 |
| میان ده کلیک      | بخش مرکزی شهرستان آباده | بهمن            | ۳۵۰            | ۱۰             | ۱۵           | ۶                   | ۱۸                  |
| نافکان            | بخش مرکزی شهرستان آباده | قشلاق           | ۰              | ۷۰             | ۴۰           | ۲۵                  | ۱۵۰                 |
| نجف‌آباد           | بخش مرکزی شهرستان آباده | علی‌آباد         | ۲۷۰۰           | ۵۰             | ۷۰           | ۴۰                  | ۴۰۰                 |
| نجم‌آباد           | بخش مرکزی شهرستان آباده | خرمی            | ۱۵۰۰           | ۳۶             | ۱۶           | ۲۰                  | ۹۰                  |
| نظام‌آباد          | بخش مرکزی شهرستان آباده | قشلاق           | ۲۰۰۰۰          | ۲۵۰            | ۴۰           | ۳۵۰                 | ۳۵۰                 |
| هاشم‌آباد          | بخش مرکزی شهرستان آباده | ایزدخواست       | ۸۰۰            | ۷۰             | ۳۰           | ۲۵                  | ۳۰                  |
| همت‌آباد           | بخش مرکزی شهرستان آباده | خرمی            | ۳۰۰۰           | ۸۵             | ۲۵           | ۲۵                  | ۸۵                  |
| هوتزا             | بخش مرکزی شهرستان آباده | سیمکان          | ۲۵۰            | ۲۰             | ۵            | ۵۰                  | ۷۰                  |
| چاه غلام          | بخش مرکزی شهرستان آباده | ایزدخواست       | ۵۰۰            | ۱۰             | ۱۰           | ۱۲                  | ۱۰                  |
| چشم               | بخش مرکزی شهرستان آباده | فیض‌آباد         | ۱۰۰۰           | ۴۰             | ۲۰           | ۴۵                  | ۲۰۰                 |
| چغوران علیا       | بخش مرکزی شهرستان آباده | ایزدخواست       | ۶۰۰            | ۱۴             | ۱۲           | ۱۸                  | ۲۴                  |
| چنار ۳ رشته       | بخش مرکزی شهرستان آباده | چنار            | ۸۰۰۰           | ۱۲۰            | ۴۰           | ۸۰                  | ۴۰۰                 |
| چهل زرعی          | بخش مرکزی شهرستان آباده | چهل زرعی        | ۱۰۰۰           | ۵۰             | ۲۰           | ۶۰                  | ۳۵۰                 |
| کت سفید           | بخش مرکزی شهرستان آباده | کت سفید         | ۴۰۰            | ۱۸             | ۱۴           | ۲۰                  | ۱۵۰                 |
| کت نو             | بخش مرکزی شهرستان آباده | سورمق           | ۲۰۰            | ۳۰             | ۲۵           | ۶۰                  | ۴۰۰                 |
| کرسالی            | بخش مرکزی شهرستان آباده | ایزدخواست       | ۵۰             | ۳              | ۶            | ۳۰                  | ۴۵                  |
| کرونی             | بخش مرکزی شهرستان آباده | دهبید           | ۲۰۰۰           | ۱۵             | ۳۵           | ۱۲                  | ۴۰                  |
| کرکوهیه           | بخش مرکزی شهرستان آباده | سیمکان          | ۱۰۰۰           | ۲۰             | ۱۰           | ۲۰                  | ۲۵۰                 |
| کشک               | بخش مرکزی شهرستان آباده | کشک             | ۲۳۰۰           | ۴۰             | ۳۵           | ۸۰                  | ۲۰۰                 |
| کلاره             | بخش مرکزی شهرستان آباده | ایزدخواست       | ۷۰۰            | ۷۰             | ۹            | ۲۰                  | ۴۲                  |
| کلجه              | بخش مرکزی شهرستان آباده | ایزدخواست       | ۴۰۰            | ۷۰             | ۱۲           | ۱۵                  | ۲۵                  |
| کورو              | بخش مرکزی شهرستان آباده | سیمکان          | ۲۰۰            | ۲۰             | ۸            | ۲۵                  | ۱۵۰                 |
| کوشک              | بخش مرکزی شهرستان آباده | کوشک            | ۳              | ۴۵             | ۲۰           | ۱۸                  | ۲۰۰                 |
| کولوت             | بخش مرکزی شهرستان آباده | قشلاق           | ۱۵۰۰           | ۳۰             | ۲۵           | ۳۰                  | ۸۰                  |
| کولوت             | بخش مرکزی شهرستان آباده | قشلاق           | ۱۴۵۰           | ۳۰             | ۲۵           | ۳۰                  | ۷۰                  |
| گلینک             | بخش مرکزی شهرستان آباده | بهمن            | ۱۲۰            | ۱۱             | ۱۳           | ۴                   | ۱۰۸                 |
| گودگیر            | بخش مرکزی شهرستان آباده | ایزدخواست       | ۸۵             | ۱۰             | ۱۴           | ۱۵                  | ۲۵                  |